# Butha-Buthe
Butha-Buthe est la capitale, ou camptown, du district de Butha-Buthe au Lesotho. En 2016, la population de la ville était de 35 108 personnes. Elle tire son nom de la montagne Butha-Buthe, au nord de la ville, qui a été utilisée par le roi Moshoeshoe Ier comme fortification entre 1821 et 1823, pendant sa guerre avec le roi zoulou Chaka.
Butha-Buthe est fondée en 1884 pour fournir au souverain local un endroit où faire payer des impôts plutôt que de l'obliger à rejoindre la ville la plus proche Hlotse.